# Heliophorus birmana
Heliophorus birmana är en fjärilsart som beskrevs av Hans Fruhstorfer 1918. Heliophorus birmana ingår i släktet Heliophorus och familjen juvelvingar. Inga underarter finns listade i Catalogue of Life.